# Et uus saaks alguse
Et uus saaks alguse – singel estońskiej wokalistki Birgit Õigemeel, napisany przez Silvię Soro i Mihkela Mattisena, wydany w 2013 roku na debiutanckiej płycie artystki pt. Uus algus. Utwór reprezentował Estonię podczas 58. Konkursu Piosenki Eurowizji w 2013 roku.

## Historia utworu

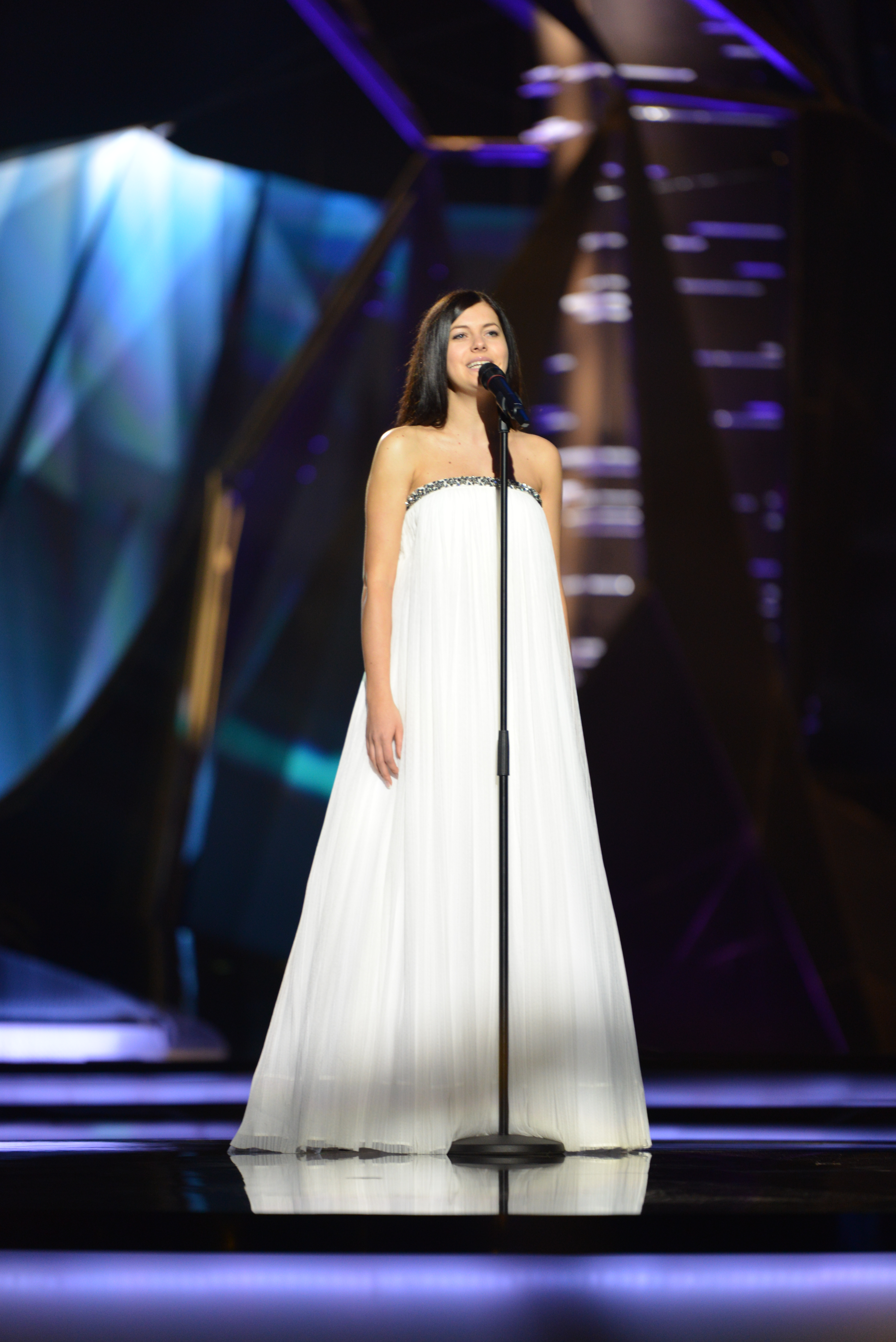
Birgit podczas występu w pierwszym półfinale 58. Konkursu Piosenki Eurowizji w 2013 roku

### Nagrywanie
Muzykę oraz słowa do piosenki stworzyli Silvia Soro i Mihkel Mattisen, który został także współproducentem singla, razem z Timo Vendtem. W 2013 roku utwór został zgłoszony do estoński selekcji do 58. Konkursu Piosenki Eurowizji – Eesti laul. Oprócz estońskojęzycznej wersji singla, wokalistka nagrała także piosenkę w języku angielskim („New Way to Go”), hiszpańskim („Volver a empezar”), rosyjskim („Swietłoje naczało”) i szwedzkim („Allting börjar om”).

### Wydanie
Singiel został wydany w 2013 roku nakładem wytwórni Enjoy Entertainment. Utwór promował także debiutancki album wokalistki pt. Uus saaks, wydany w listopadzie tego samego roku. Jak opowiedziała sama Birgit, utwór mówi o „nowych początkach”. 

### Występy na żywo:Eesti Lauli Konkurs Piosenki Eurowizji
W grudniu 2012 roku krajowy nadawca publiczny Eesti Rahvusringhääling (ERR) opublikował listę dwudziestu półfinalistów estońskich eliminacji do 58. Konkursu Piosenki Eurowizji – Eesti laul 2013. Specjalna komisja jurorska wybrała uczestników półfinału, w tym Birgit z utworem „Et uus saaks alguse”, spośród 157 nadesłanych kandydatur. Piosenka została zaprezentowana jako druga w kolejności podczas drugiego koncertu półfinałowego, rozegranego 23 lutego w Nokia Kontserdimaja, i zakwalifikowała się do finału z wynikiem 11 punktów, w tym dziewięcioma od telewidzów (3 682 głosów, co dało drugie miejsce w rankingu) i dwoma od jurorów (przedostatnie, 9. miejsce w zestawieniu komisji, w której skład weszli: Lenna Kuurmaa, Valner Valme, Mart Niineste, Ithaka Maria, Owe Petersell, Kadri Vooran, Janek Murd, Olav Osolin, Kristo Rajasaare, Els Himma i Heini Vaikmaa). W finale, który odbył się 2 marca, wokalistka wystąpiła jako siódma i, dzięki poparciu komisji jurorskiej (w składzie: Olav Ehala, Sandra Nurmsalu, Marten Kuningas, Tõnis Kahu, Toomas Puna, Sofia Rubina, Owe Petersell, Reigo Ahven, Marju Länik, Toomas Olljum, Erik Morna) oraz telewidzów, zajęła pierwsze miejsce w ogólnej klasyfikacji z wynikiem 17 punktów (8 od telewidzów i 9 od jurorów), pokonując w drugiej rundzie finału Grete Paię, zostając dzięki temu reprezentantką kraju podczas 58. Konkursu Piosenki Eurowizji.
W listopadzie 2012 roku Europejska Unia Nadawców (EBU) ogłosiła, że kolejność startową podczas półfinałów ustalą producenci widowiska, którzy ustawili estońską delegację jako drugą w kolejności podczas pierwszej rundy półfinałowej konkursu (losowanie odbyło się w styczniu 2013 roku). W maju Birgit rozpoczęła próby kamerowe w Malmö Arena w Malmö, gdzie odbywały się wszystkie trzy koncerty eurowizyjne. W czasie brania udziału w konkursie, wokalistka była w ciąży. Podczas występu towarzyszyli jej chórzyści: Raimondo Laikre, Kaido Põldma i Lauri Pihlapi 14 maja odbył się drugi koncert półfinałowy konkursu, w którym estoński utwór został oceniony przez telewidzów i jurorów na 52 punkty, awansując do rundy finałowej z dziesiątego miejsca. Cztery dni później odbył się finał konkursu, w którym piosenka została zaprezentowana siódma w kolejności. Zdobyła ostatecznie 19 punktów i zajęła 22. miejsce w końcowej klasyfikacji.

## Lista utworów
CD single
1. „Et uus saaks alguse” – 3:57